# Aleksander Iljič Rodimcev
Aleksander Iljič Rodimcev, ruski general in vojaški ataše, * 1905, † 13. april 1977, Moskva.
Generalpolkovnik Rodimcev je med svojo vojaško kariero opravljal več pomembnejših nalog.

## Življenjepis
V letih 1936−1937 se je boril v Španski državljanski vojni.
Leta 1941 je postal poveljnik 5. zračnoprevozne brigade, nato pa 87. gardne strelske divizije.
Pozneje, ko se je divizija reorganizirala v 13. gardno strelsko divizijo, je ostal poveljnik te divizije do leta 1943, ko je prevzel poveljstvo 64. armade.
Med letoma 1945 in 1951 je bil poveljnik 32. gardnega strelskega korpusa, nato pa je leta 1952 postal namestnik poveljnika Vzhodnosibirskega vojaške okrožja.
Leta 1953 je postal vojaški ataše v Albaniji (nastanjen v Tirani), kjer je ostal do leta 1960, ko je postal namestnik poveljnika Severnega vojaškega okrožja. Od leta 1966 do svoje upokojitve je bil inšpektor na Ministrstvu za obrambo Sovjetske zveze.